# Horst Biernath
Horst Biernath (* 8. Juli 1905 in Lyck, Ostpreußen; † 17. März 1978 in Trostberg, Oberbayern) war ein deutscher Schriftsteller. Er war mit heiteren leichten Unterhaltungsromanen in den 1930er und  dann wieder in den 1970er Jahren äußerst erfolgreich. Mehrere seiner Romane wurden verfilmt.

## Leben
Über Kindheit und Jugend von Horst Biernath ist wenig bekannt. Er studierte in Wien, München und an der Universität in Königsberg Philosophie und Geschichte und promovierte dort am 4. Januar 1930 mit seiner Dissertation Die alten deutschen Straßennamen in Riga zum Dr. phil.
Nach dem Zweiten Weltkrieg war er in Würzburg Redakteur bei der Mainpost, bevor er als freier Schriftsteller Romane und Erzählungen verfasste. Sein Roman Sieben unter einem Hut kam 1935 unter dem Titel Glückspilze in die Kinos und sein, Rosl Biernath zugeeigneter Roman Vater sein dagegen sehr... wurde 1957 von dem Regisseur Kurt Meisel mit Marianne Koch, Hans Leibelt und Heinz Rühmann in den Hauptrollen unter demselben Titel verfilmt. 
1975 gab Biernath die Anthologie O alte Burschenherrlichkeit heraus, eine Sammlung alter Studentenlieder. Mit den beiden Werken Fröhliche Wiederkehr oder kein Garten Eden und Abschied und Wiedersehen, Erinnerungen an Ostpreußen legte er seine Autobiographie vor.

## Werke (Auswahl)
- Sachbuch
  - Die alten deutschen Straßennamen in Riga. Verlag Noske, Borna 1929 (zugl. Dissertation, Universität Königsberg, Preußen)

- Belletristik
  - Diamantenkomödie. Roman. Scherl, Berlin 1937, DNB 572399154.
  - Achtung Kurven. Roman. Ullstein, Frankfurt/M. 1988, ISBN 3-548-40048-5.
  - Die drei Hellwang-Kinder. Ein heiterer Roman. Heyne, München 1981, ISBN 3-453-00596-1.
  - Es bleibt natürlich unter uns. Roman einer kleinen Stadt. Ehrenwirth, München 1974.
  - Eine Frau für Caracas. Roman. Ullstein, Frankfurt/M. 1977, ISBN 3-548-03343-1.
  - Fröhliche Wiederkehr. Eine Jugend in Ostpreussen; zwei Romane. Ehrenwirth, München 1991, ISBN 3-431-02546-3 (beinhaltet Fröhliche Wiederkehr und Abschied und Wiedersehen).
  - Die Glut und die Asche. Roman. Verlag Melchert, Hamburg 1990, ISBN 3-87152-287-2.
  - Grün wie ein Augustapfel. Roman. Ehrenwirth, München 1977.
  - Ein Haus geteilt durch acht. Ein heiterer Roman. Heyne, München 1983, ISBN 3-453-01426-X.
  - Die indische Erbschaft. Roman. Verlag Melchert, Hamburg 1985, ISBN 3-87152-173-6.
  - Keiner geht an dir vorbei, Cornelia. Roman. Verlag Melchert, Hamburg 1989, ISBN 3-87152-265-1.
  - Die Leute mit dem Sonnenstich. Heiterer Roman. Ullstein, Frankfurt/M. 1988, ISBN 3-548-20932-7; verfilmt 1936[1], Regie: Carl Hoffmann, Drehbuch: Hanns Marschall.
  - Liebe auf südlichen Straßen. Roman. Schneekluth, Darmstadt 1958.
  - Mein Onkel Ferdinand. Roman. Ehrenwirth, München 1976, ISBN 3-431-01780-0.
  - Ein Mund voll Glück. Heiterer Roman. Ullstein, Frankfurt/M. 1983, ISBN 3-548-20886-X.
  - Nelken fürs Knopfloch. Ein heiterer Roman. Ullstein, Frankfurt/M. 1987, ISBN 3-548-20850-9.
  - Seelenverkäufer. Roman. Schneekluth, München 1973, ISBN 3-7951-0512-9.
  - Der Tod des Zauberers. Ein ungewöhnlicher Roman. Verlag Melchert, Hamburg 1984, ISBN 3-87152-135-3.
  - Traumnovelle. Erzählungen. Tukan-Verlag, München 1930 (beinhaltet Traumnovelle, Das graue Heer und Der letzte Mensch).
  - Vater sein dagegen sehr ... Ein heiterer Roman. Franz Schneekluth, Darmstadt 1953 (Wiener Verlag (Druck) und Buchgemeinschaft Donauland, Wien); Pavillon-Verlag, München 2001, ISBN 3-453-20623-1.
  - Das war eine schöne Reise. Roman. Heyne, München 1983, ISBN 3-453-01645-9.
  - Sieben unter einen Hut. Jungenroman. Verfilmt 1935, Regie: Robert A. Stemmle.